# Wincanton (Somerset)

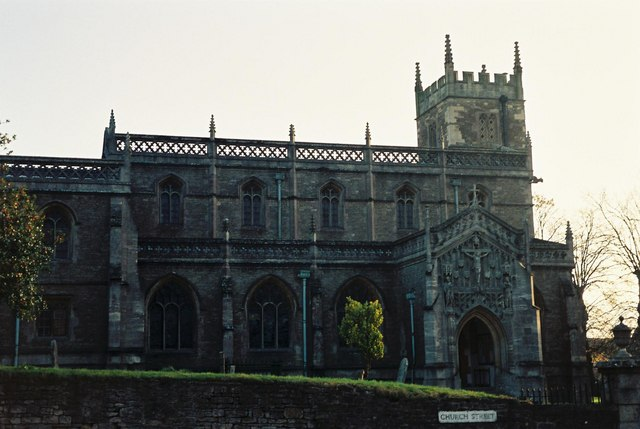
SS. Peter und Paul, Wincanton

Wincanton ist eine Kleinstadt in der Grafschaft Somerset in Großbritannien. Sie hat 5272 (2011) Einwohner und liegt an der A303, der Hauptverbindung zwischen London und dem Südwesten.

## Geschichte
Im Domesday Book wird die Stadt als Wincaleton aufgeführt, in dem Testament von Richard Bekyn 1540 als Wyncaunton und in den Akten der "Feoffees of the Fairs and Market" von 1693 Winecaunton. Erst 1724 setzte sich die jetzige Schreibweise durch. Im Mittelalter hatte die Stadt einen Markt, erlangte aber erst 1556 Marktrechte. Im Jahr 1707 brannte die Stadt ab. In den Napoleonischen Kriegen hatte die Stadt ein Kriegsgefangenenlager.

## Städtepartnerschaften
- Gennes-Val de Loire/Les Rosiers-sur-Loire (beide Gemeinde Gennes-Val-de-Loire), Frankreich
- Lahnau, Hessen
- seit 2002 mit Ankh-Morpork auf der Scheibenwelt.[4]

Im April 2009 weihte Terry Pratchett mehrere Straßen im Neubauviertel Ringwell ein, die Straßennamen aus Ankh-Morpork tragen, so Peach Pie Street und Treacle Mine Road.

## Persönlichkeiten
- Sarah Broadie (1941–2021), Philosophiehistorikerin